# Geomyza
Geomyza – rodzaj muchówek z podrzędu krótkoczułkich i rodziny niżnicowatych.

Schemat użyłkowania skrzydła rodzaju

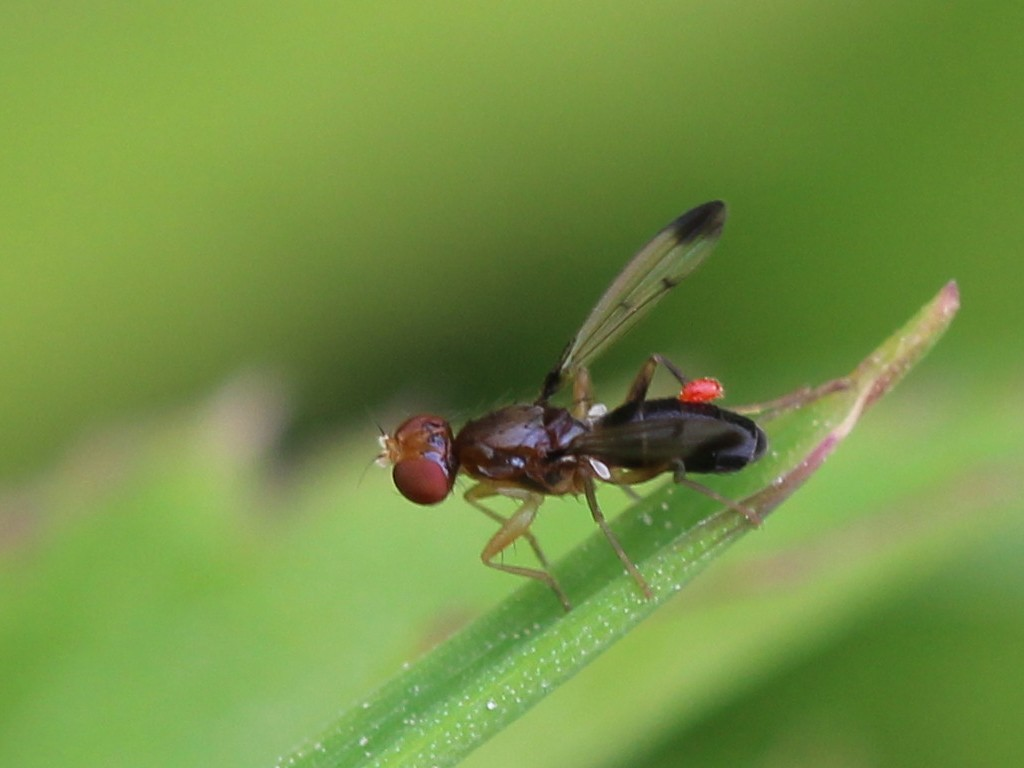
Geomyza pilosula

Należą tu muchówki o małych i średnich jak na rodzinę rozmiarach. Ubarwienie tułowia mogą mieć żółte, rude lub czarne, a odwłok jest u nich połyskujący i ciemny. Ich głowa jest wyższa niż dłuższa, zaokrąglona na przedzie, o nieco zagłębionej pośrodku twarzy, wąskich policzkach, owalnych oczach i pozbawiona szczecinek zaciemieniowych. Pierwsza para szczecinek perystomalnych jest zwykle dłuższa od pozostałych. Czułki mają aristę porośniętą krótkim owłosieniem, a u niektórych gatunków ponadto z długimi włosami na górnej powierzchni. Tułów charakteryzuje naga tarczka z czterema szczecinkami brzeżnymi, z których wierzchołkowe są wyraźnie dłuższe niż nasadowe. Skrzydło cechuje brak kąta skrzydłowego i żyłki analnej i słabo wykształcony płat analny.
Larwy jak i owady dorosłe są fitofagami, żerującymi na trawach.
Należą tu gatunki:
- Geomyza acutipennis Czerny, 1928
- Geomyza adusta (Loew, 1873)
- Geomyza angustipennis Zetterstedt, 1847
- Geomyza annae Martinek, 1978
- Geomyza apicalis (Meigen, 1830)
- Geomyza balachowskyi Mesnil, 1934
- Geomyza bifida Carles-Tolrá, 1993
- Geomyza breviseta Czerny, 1928
- Geomyza consobrina (Zetterstedt, 1938)
- Geomyza denigrata Czerny, 1928
- Geomyza elbergi Nartshuk, 1993
- Geomyza hackmani Nartshuk, 1984
- Geomyza hendeli Czerny, 1928
- Geomyza majuscula (Loew, 1864)
- Geomyza martineki Drake, 1992
- Geomyza nartshukae Carles-Tolrá, 1993
- Geomyza paganettii (Strobl, 1909)
- Geomyza pilosula Czerny, 1928
- Geomyza subnigra Drake, 1992
- Geomyza tripunctata Fallén, 1823
- Geomyza tundrarum Nartshuk, 1993
- Geomyza venusta (Meigen, 1830)
- Geomyza zumetae Carles-Tolrá, 1993

W Polsce do 2001 stwierdzono 7 gatunków (zobacz: niżnicowate Polski)